# Taxi to the Dark Side

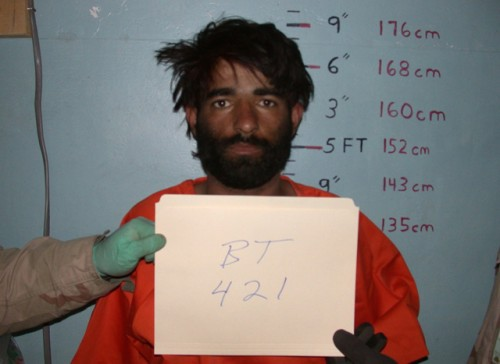
De echte Dilawar in het Bagram Collection Point, waar hij werd doodgemarteld.

Taxi to the Dark Side is een met een Oscar beloonde Amerikaanse documentaire uit 2007 van regisseur Alex Gibney. De rolprent ging op 13 juni 2008 in première.

## Inhoud
Aan de hand van een arrestatie van een Afghaanse taxichauffeur worden de methodes van de Verenigde Staten in het uitvechten van de Irakoorlog - met name wat betreft de Abu Ghraib-gevangenis, Bagram Collection Point en Guantánamo Bay - aan de kaak gesteld. Taxichauffeur Dilawar wordt in december 2002 per ongeluk aangezien voor een Taliban-aanhanger en opgepakt. Na twee dagen blijkt zijn onschuld, maar is hij inmiddels overleden aan de hem toegebrachte verwondingen bij de verhoren van de Amerikanen. In de documentaire komen zowel onderzoeksjournalisten van de New York Times aan het woord, als de mensen die Dilawar destijds martelden. Zij voerden destijds als eersten Donald Rumsfelds en vicepresident Dick Cheneys ondervraagmethodes onder laatstgenoemdes motto "working the dark side" uit, waarbij marteling, vernedering, (seksuele) mishandeling en overtredingen van de Derde Geneefse Conventie toegepast worden. Zij zijn degenen die gestraft zijn, terwijl hogerop in de pikorde nooit iemand veroordeeld is.
De complete versie van Taxi to the Dark Side duurt 106 minuten. Behalve getuigenissen, komen beelden van gemartelde gevangenen, verhoormethodes (zoals waterboarding en slaapdeprivatie) en het dode lichaam van Dilawar in beeld.

## Prijzen
- Academy Award voor Beste Documentaire
- Adolf Grimme Award - Adolf Grimme Awards
- Gold Hugo - Chicago International Film Festival
- Best Documentary Feature - Ojai Film Festival
- Jury Award - Ojai Film Festival
- Documentary Screenplay - Writers Guild of America Award

## Dvd
De documentaire kwam in de Verenigde Staten op 30 september 2008 uit op dvd.